# Сентервіль (Міннесота)
Сентервіль (англ. Centerville) — місто (англ. city) в США, в окрузі Анока штату Міннесота. Населення — 3896 осіб (2020).

## Географія
Сентервіль розташований за координатами 45°9′49″ пн. ш. 93°3′15″ зх. д. / 45.16361° пн. ш. 93.05417° зх. д. (45.163515, -93.054296).  За даними Бюро перепису населення США в 2010 році місто мало площу 6,23 км², з яких 5,51 км² — суходіл та 0,73 км² — водойми.

## Демографія
Згідно з переписом 2010 року, у місті мешкали 3792 особи в 1315 домогосподарствах у складі 1025 родин. Густота населення становила 608 осіб/км².  Було 1363 помешкання (219/км²).
Расовий склад населення:
| - 94,3 % — білих - 2,7 % — азіатів - 0,4 % — корінних американців - 0,3 % — чорних або афроамериканців |

До двох чи більше рас належало 1,8 %. Частка іспаномовних становила 1,6 % від усіх жителів.
За віковим діапазоном населення розподілялося таким чином: 30,8 % — особи молодші 18 років, 61,8 % — особи у віці 18—64 років, 7,4 % — особи у віці 65 років та старші. Медіана віку мешканця становила 35,8 року. На 100 осіб жіночої статі у місті припадало 103,3 чоловіків;  на 100 жінок у віці від 18 років та старших — 102,3 чоловіків також старших 18 років.
Середній дохід на одне домашнє господарство  становив 107 040 доларів США (медіана — 88 036), а середній дохід на одну сім'ю — 119 966 доларів (медіана — 100 543). Медіана доходів становила 59 750 доларів для чоловіків та 50 490 доларів для жінок. За межею бідності перебувало 1,6 % осіб, у тому числі 1,3 % дітей у віці до 18 років та 2,3 % осіб у віці 65 років та старших.
Цивільне працевлаштоване населення становило 2082 особи. Основні галузі зайнятості: освіта, охорона здоров'я та соціальна допомога — 25,6 %, роздрібна торгівля — 14,5 %, виробництво — 13,4 %.